# Klein Linde
Klein Linde ist ein bewohnter Gemeindeteil der Gemeinde Groß Pankow im Landkreis Prignitz in Brandenburg. Es gehört zum Ortsteil Retzin.

## Geografie und Verkehrsanbindung
Klein Linde liegt westlich des Kernortes Groß Pankow. Die B 189 verläuft südlich. Die Stepenitz, ein Nebenfluss der Elbe, fließt westlich und südlich des Ortes.

## Orts- und Gutsgeschichte
Wesentliche Momente der Ortshistorie wurden durch das Gut Klein Linde mitbestimmt. Für 1618 besitzt das Gut Klein Linde Hütungs-  und Triftrechte im benachbarten Strigleben. Zu Beginn soll Klein Linde mit Vorwerk Gramzow bis Anfang des 17. Jahrhunderts einem Zweig der Familie von Rohr gehört haben, dann nach Konkurs denen von Winterfeldt, vertreten durch Adam Ernst von Winterfeldt-Dallmin, der es 1734 an den Erbzolldirektor Sigmundt Seebald(t) aus Wittenberge veräußerte. Die längste Periode im Besitztum bestimmte die alte märkische Adelsfamilie von Karstedt. Sie übernahm das Gut durch Einheiratung um 1759. Klein Linde gehörte zum Gutskomplex von Karstedt-Kaltenhof. Bekanntester Vertreter, 1811 in Klein-Linde geboren, war Carl von Karstedt, verheiratet mit Welly Brandt von Lindau-Schmerwitz. Dem Politiker gehörten alle Karstedt-Güter der Region. Er gründete zur Sicherung des Gutes einen Familienfideikommiss, dessen Erbe war der dritte Sohn, Raimar von Karstedt, gestorben 1889 in Klein Linde. Nach dem Generaladressbuch der Rittergutsbesitzer gehört zum kreistagsfähigen Rittergut Klein Linde 362 ha Land. Davon waren 118 ha Waldbesitz und 1 ha Wasser. Klein Linde und Kaltenhof zusammen genommen 1907 konkret 674 ha. Im Jahre 1914 gehörten Klein Linde und Kaltenhof noch dem Reimar jun. von Karstedt, ebenso das Rittergut Gramzow. Die Güter waren aber schon allesamt verpachtet, der Gutsbesitzer wohnte in Klein Linde. Während die Adelsfamilie den Hauptsitz Fretzdorf und Kaltenhof noch hielt, wechselte für Klein Linde der Besitzer. 1929, also kurz vor der großen Wirtschaftskrise, ist Heinrich Dütscher als Rittergutsbesitzer am Ort nachgewiesen. Der Teil dieser Geschichte endete mit der Bodenreform.

## Sehenswürdigkeiten
Als Baudenkmal ist ausgewiesen (siehe Liste der Baudenkmale in Groß Pankow (Prignitz)#Klein Linde):
- Der Baukörper war einst als Erbbegräbnis errichtet.[13] Der Grundriss der im Jahr 1736 erbauten Fachwerkkapelle ist fast quadratisch. Das Walmdach trägt einen Dachreiter. Da die Südwand eingestürzt war, wurde die Kapelle im Jahr 1994 bis 1995 gesichert. Teile der Ausstattung sind ausgelagert.